# تاندزوت، تاووش
تاندزوت (به ارمنی: Տանձուտ) یک روستا در ارمنستان است که در استان تاووش واقع شده‌است.  در  کیلومتری شمال ایجوان، مرکز استان تاووش واقع شده است.

## خصوصیات
تاندزوت نفر جمعیت دارد و در ارتفاع  متر بالاتر از سطح دریا قرار گرفته است.